# Apagomera seclusa
Apagomera seclusa là một loài bọ cánh cứng trong họ Cerambycidae.